# Košická brána v Levoči
Košická brána v Levoči (též Horná brána, Vyšná brána) je jedna ze tří bývalých městských bran v hradbách města Levoča na Slovensku.

## Historie
Brána byla postavena pravděpodobně v první čtvrtině 14. století. Je obdélníkového půdorysu, třípatrová, s obloukovými portály průjezdu a krytá valbovou věžovitou střechou. Původně měla padací most přes příkop a od přelomu 14. a 15. století kruhový barbakan. Byla to hlavní městská brána. Stejně jako ostatní brány se otevírala denně při východu slunce a zavírala se asi hodinu před západem slunce.
V 19. století, kdy již bývalé městské hradby ztratily obrannou funkci, byla brána snížena. Dne 15. října 1963 byla prohlášena za kulturní památku a v roce 1982 byla rekonstruována do (víceméně) dřívější podoby.